# Dambordwier
Dambordwier (Prasiola stipitata) is een klein groenwier uit de familie Prasiolaceae.

## Kenmerken
Deze alg tussen de 0,7 en 1,25 centimeter groot, is waaiervormig met een duidelijke stengelachtige structuur (steel) die half zo lang is als de lengte van het blad. Het vegetatieve blad is monostromatisch. De cellen in het blad zijn in duidelijke lengte- en dwarsrijen gerangschikt (in het patroon van een dambord). De bladeren zijn donkergroen van kleur. De randen van het blad zijn gekruld.

## Verspreiding
Dambordwier is nogal grillig in zijn verspreiding. Deze algensoort komt voor in koude gematigde streken op beide halfronden, zoals IJsland, de Faeröer, Atlantische kusten van Noord-Amerika en Europa, inclusief Groot-Brittannië en Ierland, evenals in Australië en Nieuw-Zeeland. Dambordwier gedijt goed in leefomgevingen met veel voedingsstoffen en wordt daarom vaak aangetroffen in de sproeiwaterzone van kusten die worden bezocht door zeevogels. Zij zijn te vinden op rotsen en hout.